# Tetrarhanis rougeoti
Tetrarhanis rougeoti är en fjärilsart som beskrevs av Henry Stempffer 1954. Tetrarhanis rougeoti ingår i släktet Tetrarhanis och familjen juvelvingar. Inga underarter finns listade i Catalogue of Life.